# René Deceja
René Deceja Sierra (16 de abril de 1934 – 21 de julho de 2007) foi um ciclista uruguaio. Representou sua nação em duas edições dos Jogos Olímpicos (Melbourne 1956 e Cidade do México 1968).